# Vladimir Fârșirotu
Vladimir Fârșirotu (n. 26 noiembrie 1943, București) este un politician român, membru al Partidul România Mare, ales ca deputat în legislatura 2004-2008. În cadrul activității sale parlamentare, Vladimir Fârșirotu a fost membru în grupurile parlamentare de prietenie cu Republica Federală Germania și Republica Elenă. 